# Étienne Marcel
Étienne Marcel (Parigi, 1315 – Parigi, 31 luglio 1358) è stato un politico francese.

## Biografia
Rampollo di una delle famiglie borghesi più potenti di Parigi, Étienne entra a far parte delle due maggiori confraternite parigine, la Grande Confraternita di Nostra Signora (Grande-Confrérie de Notre Dame) e la Confraternita di San Giacomo dei Pellegrini (Confrérie Saint-Jacques-aux-Pèlerins). Nel 1354 diventa prévôt des marchands, cioè capo della municipalità parigina. Importatore di abiti dalle Fiandre e da Bruxelles, fu fornitore anche per la corte reale.
Ha il controllo degli Stati Generali del 1355 insieme al vescovo di Laon, Robert Le Coq.

### Leader della jacquerie
Nel XIV secolo a Parigi guidò la famosa jacquerie, rivolta popolare contro le ingenti tasse imposte alla popolazione per sovvenzionare l'esercito impegnato nel conflitto che sarebbe poi passato alla storia come la guerra dei cent'anni. La rivolta fu sedata dai nobili, guidati da Filippo l'Ardito, poi duca di Borgogna, e dal futuro re di Francia Carlo V. Étienne venne ucciso, e con la fine della rivolta parigina anche i contadini dei pressi di Parigi che si erano ribellati senza guida furono massacrati.